# Juliane Banse

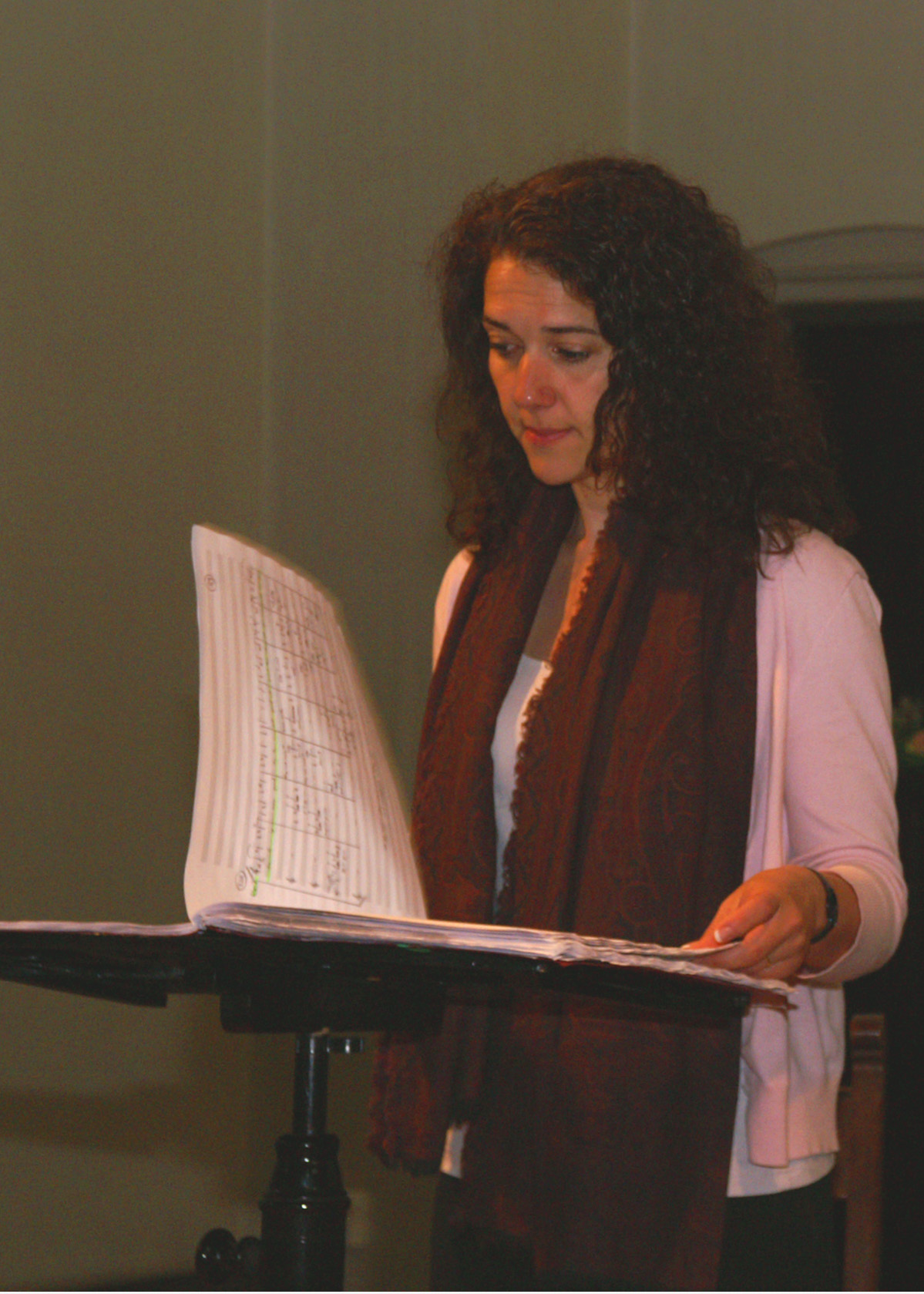
Juliane Banse (2008)

Juliane Banse (* 10. Juli 1969 in Tettnang) ist eine deutsche Opernsängerin (Sopran).

## Leben
Banse verbrachte ihre Kindheit in Zürich. Im Alter von fünf Jahren begann sie Violine zu spielen und nahm Ballett-Unterricht am Opernhaus Zürich. Mit 15 erhielt sie ihren ersten Gesangsunterricht bei Paul Steiner und Ruth Rohner. Nach dem Schulabschluss studierte sie in München bei Brigitte Fassbaender und Daphne Evangelatos. 
Im Alter von 20 Jahren wurde Banse an die Komische Oper Berlin engagiert, wo sie als Pamina in der Zauberflöte debütierte. Danach folgten Engagements in Brüssel, Salzburg, Wien, Glyndebourne sowie an der Deutschen Oper Berlin und in Köln. 1998 sang sie am Opernhaus Zürich die Titelrolle in der Uraufführung von Heinz Holligers Oper Schneewittchen. Im März 2018 war sie am gleichen Haus in der Uraufführung von Holligers Oper Lunea zu erleben. Ihr USA-Debüt hatte sie 1995 mit Mahlers zweiter Sinfonie mit dem St. Louis Symphony Orchestra unter Leonard Slatkin.
In München sang sie am 14. Juni 2008 anlässlich der Wiedereröffnung des Cuvilliés-Theaters die Ilia in der Idomeneo-Neuinszenierung von Dieter Dorn. Bei den Pfingstfestspielen 2009 im Festspielhaus Baden-Baden brillierte sie als Agathe in einer Neuinszenierung der Oper Der Freischütz unter der Regie von Robert Wilson.  Diese Rolle verkörperte sie auch in Jens Neuberts Kinoverfilmung der Oper im Jahr 2010.
Zudem ist Banse als Lied- und Konzertsängerin tätig. Sie gastierte unter anderem bei der Schubertiade Schwarzenberg, im Wiener Konzerthaus, in der Londoner Wigmore Hall sowie in den USA, in Japan, Spanien, Portugal und in der Schweiz.
Banse arbeitete mit zahlreichen renommierten zusammen, zum Beispiel mit Claudio Abbado, Pierre Boulez, Carlo Maria Giulini, Bernard Haitink, Mariss Jansons, Nikolaus Harnoncourt, Karl-Friedrich Beringer sowie Helmuth Rilling.
Bis Juli 2007 unterrichtete sie als Professorin an der Hochschule für Musik und Theater München.  Ab 2016 arbeitete Banse als Professorin an der Robert Schumann Hochschule Düsseldorf, seit 2020 an der Universität Mozarteum Salzburg.
Juliane Banse ist mit dem Geiger und Dirigenten Christoph Poppen verheiratet, mit dem sie in Dießen am Ammersee lebt.

## Auszeichnungen
- 1989: 1. Preis beim Kulturforum in München
- 1993: 1. Preis des Internationalen Franz Schubert Preises für die Interpretation der Stücke von Franz Schubert
- 2003: Robert-Schumann-Preis
- 2011: Echo Klassik für zwei CD-Aufnahmen mit ihrer Mitwirkung: Walter Braunfels’ Jeanne d’Arc und Gustav Mahlers 8. Sinfonie[2]

## Diskografie (Auswahl)
- Johannes Brahms: Ein deutsches Requiem op. 45 (Rondeau; 2002)
- Alban Berg: Altenberg-Lieder und Lulu-Suite (Deutsche Grammophon; 2003)
- Ludwig van Beethoven: Fidelio (EMI; 2003)
- Johann Sebastian Bach: Johannes-Passion BWV 245 (Hänssler Classic)
- Johannes Brahms: Lieder, mit Andreas Schmidt (Bariton) und Helmut Deutsch (Klavier)
- Aribert Reimann: Lieder von Brahms, Schumann und Mendelssohn, bearbeitet für Sopran und Streichquartett. Quartetto Cherubini (TUDOR)
- Gustav Mahler: 4. Sinfonie, Cleveland Orchestra unter der Leitung von Pierre Boulez